# Campeonato Maranhense de Futebol de 1938
O Campeonato Maranhense de Futebol de 1938 foi a 18º edição da divisão principal do campeonato estadual do Maranhão. O campeão foi o Tupan que conquistaram seu 3º título respectivamente na história da competição. O artilheiro do campeonato foi Mascote, jogador do Sampaio Corrêa, com 10 gols marcados.

## Premiação
| Campeonato Maranhense de 1938 |
| São Luís                      |
| ----------------------------- |
| Tupan Campeão (3º título)     |